# Книга кагалу
«Книга кагалу» — матеріали для вивчення єврейського побуту (переклад протокольних записів рішень керівництва мінської громади) автора Якова Брафмана, опубліковані в 1869 р. державним коштом Російської імперії. У 1875—1882 рр. вийшло друге доповнене видання «Книги кагалу» в двох томах: том 1 був детальним введенням Брафмана до опублікованих ним матеріалів, том 2 містив переклад 1055 рішень керівництва мінської єврейської громади (замість 285 в 1-му виданні). Книга мала великий успіх в антисемітськи настроєних колах і була перекладена французькою, польською та німецькою мовами. Ряд єврейських культурних і громадських діячів звинувачували Брафмана в підробці і спотворенні документів, однак використані ним матеріали є справжніми, і переклади його досить точні.
 Пропонована Брафманом концепція, суть якої зводилася до того, що єврейська громада — це «держава в державі» є однією з модифікацій загальноприйнятих концепцій антисемітської публіцистики другої половини 19 ст.